# Konföderation der Kaukasusvölker

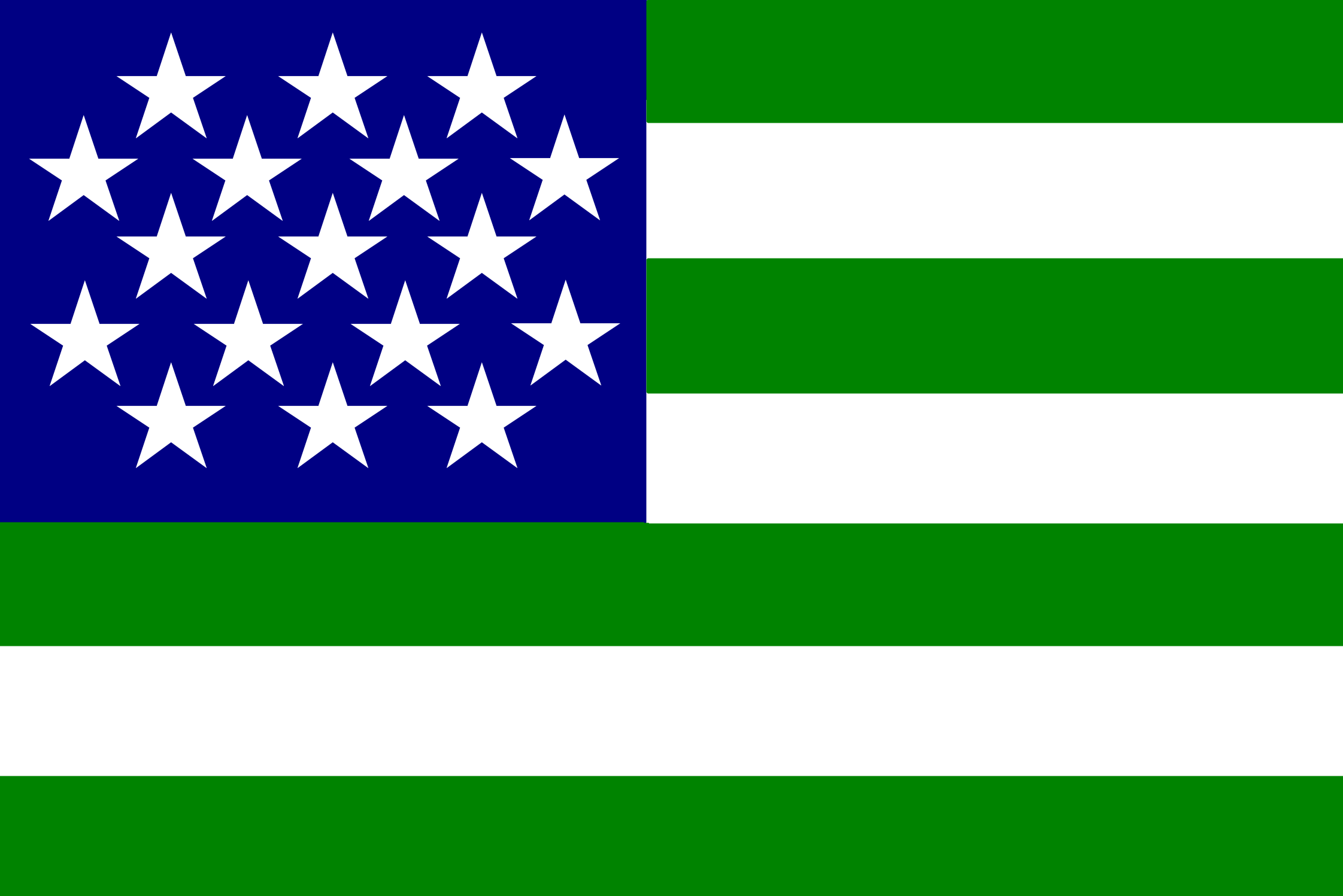
Flagge der Konföderation der Kaukasusvölker

Die Konföderation der Kaukasusvölker, eigentlich Konföderation der Völker des Kaukasus  (russisch Конфедерация народов Кавказа) ist eine 1989 gegründete Organisation, die ursprünglich eine politische Vereinigung der sowjetischen Kaukasus-Völker im Lichte des sich abzeichnenden Zerfalls der Sowjetunion zum Ziel hatte.

## Geschichte
Die Organisation wurde während des Kongresses der Kaukasusvölker (съезд народов Кавказа) gebildet, der erstmals im August 1989 in Suchumi (damals zur Georgischen SSR gehörend) stattfand. Ursprünglich hieß sie Konföderation der Bergvölker des Kaukasus (Конфедерация горских народов Кавказа) und wurde im Oktober 1992 in Konföderation der Kaukasusvölker umbenannt. Ihr gehören nicht nur die muslimischen Völker des russischen Nordkaukasus, sondern auch die südkaukasischen Abchasen und Osseten Georgiens an.
Die Konföderation aus 16 Völkern verstand sich als oppositionelle Sammlungsbewegung gegen die in den Kaukasus-Republiken weiterhin etablierten alten Apparatschiks, moskautreuen Bürokraten und postkommunistischen Eliten. Ziel der Organisation war ein gemeinsames Gegengewicht zur Zentralregierung in Moskau sowie der Zusammenschluss der muslimischen Bergvölker in einer gemeinsamen Republik, wie sie 1920 bis 1921 in Form der „ASSR der Bergvölker“ („Gebirgsrepublik“ der Kabardiner, Tschetschenen, Inguschen, Tscherkessen, Osseten, Balkaren und Karatschaier) schon einmal kurzzeitig bestanden hatte.
Die Konföderation wurde von Moskau für illegal erklärt. Sie unterstützte die Sezessionen sowohl Tschetscheniens von Russland als auch Abchasiens von Georgien im Krieg in Abchasien 1992–1993, ohne jedoch selbst mit Moskau zu brechen. Ihre Vermittlung in den nach 1991 ausgebrochenen Konflikten im Nordkaukasus lehnte Moskau ab.
Heute existiert die Konföderation formell wieder und erklärt zu ihrem Ziel, die Interessen der Kaukasusvölker in den Nachfolgestaaten der Sowjetunion zu vertreten. Jedoch hat sie politisch keine Bedeutung mehr.